# Charles Thurot
Pour les articles homonymes, voir Thurot.
Charles Thurot, de son nom complet François Charles Eugène Thurot, est un philologue classique français, membre de l'Académie des inscriptions et belles-lettres, né à Paris le 13 février 1823, et mort dans la même ville le 17 janvier 1882.

## Biographie
Charles Thurot est le fils de Alexandre Pierre Thurot (1786-1847), helléniste, et de Blanche Lucie Hoguer (1784-1872). Il est le neveu de Jean-François Thurot (1768-1832), helléniste, philosophe, professeur au Collège de France et élu membre de l’Académie des inscriptions et belles-lettres en 1830.
Charles Thurot a fait ses études au Collège de Saint-Louis, de 1833 à 1841. Il est admis à l'École normale supérieure en 1841, jusqu'en 1844, et agrégé des lettres en 1846.
Il est nommé professeur de seconde au collège de Pau, en 1844, puis professeur de seconde au collège de Reims, en 1846, ensuite professeur de troisième au collège de Bordeaux, en septembre 1847. Le 4 janvier 1848, il est chargé d'une conférence de pédagogie à l'École normale, mais rapidement on a décidé de ne pas faire enseigner une science qui ne s'apprend que par la pratique. Charles Thurot a été nommé professeur de rhétorique au lycée de Besançon en septembre 1849.
En 1850, il a présenté ses deux thèses de doctorat à la Faculté des lettres de l'Université de Paris :
- thèse française : De l'organisation de l'enseignement dans l'université de Paris au Moyen-Âge, Paris/Besançon, Dezobry, E. Magdeleine et Cie/Imprimerie de veuve Charles Deis, 1850 (lire en ligne),
- thèse latine : De Alexandri de Villa-Dei Doctrinali ejusque fortuna, Paris, Dezobry, E. Magdeleine et Cie, 1850 (lire en ligne).

Il a été nommé professeur de littérature ancienne à la Faculté des lettres de l'université de Clermont-Ferrand en 1854, puis maître de conférences de grammaire à l'École norme supérieure de 1862 à 1881. Par ailleurs, il est devenu directeur d'études de philologie latine à l'École pratique des hautes études de Paris, où Émile Chatelain (1851-1933) est son élève.
Il est élu membre de l'Académie des inscriptions et belles-lettres le 30 juin 1871. En 1876, il fut accepté comme membre correspondant de l'Académie bavaroise des sciences. Il est membre fondateur de l’Association pour l'encouragement des études grecques en France et de la Société de l'histoire de Paris et de l'Île-de-France.
Charles Thurot est avant tout un philologue, helléniste et latiniste. Sa connaissance des langues anciennes, ainsi que de l'allemand et de l'anglais, font de lui un érudit averti qui s'inspire entre autres de Goethe et de Friedrich Diez. Gaston Paris a parcouru ses études à la recherche d'impressions et les a qualifié d'« admirables recherches ».

## Distinctions
- Chevalier de la Légion d'honneur, en 1865,
- Officier de la Légion d'honneur, en 1880[1].

## Publications

### Livres
- Question de philologie française, de la prononciation des consonnes finales dans l'ancien français, Paris, imprimerie de P. Dupont, 1854, 12 p.
- Faculté des lettres de Clermont-Ferrand. Cours de littérature ancienne. Discours d'ouverture, prononcé le 17 janvier 1855, Clermont-Ferrand, Imprimerie de Thibaud-Landriot frères, 1855, 20 p.
- Études sur Aristote : Politique, dialectique, rhétorique, Paris, Durand libraire-éditeur, 1860, XII, 290 (lire en ligne)
- Observations critiques sur le traité d'Aristote De Partibus animalium, suivies des variantes de la traduction de Guillaume, Paris, Librairie académique Didier, 1868, 48 p. (lire en ligne)
- Extraits de divers manuscrits latins pour servir à l'histoire des doctrines grammaticales au Moyen âge, Paris, Imprimerie nationale, 1869 (lire en ligne)
- Alexandre d'Aprodisias. Commentaire sur le traité d'Aristote De sensu et sensibili, édité avec la vieille traduction latine, Imprimerie nationle, coll. « Notices et extraits des manuscrits de la Bibliothèque nationale » (no tome XXV), 1875, 454 p. (lire en ligne)
- De la prononciation française depuis le commencement du XVIe siècle, d'après les témoignages des grammairiens, t. 1, Paris, Imprimerie nationale, 1881 (lire en ligne), réimpression en 1966, t. 2
- avec Émile Chatelain Prosodie latine: suivie d'un appendice sur la prosodie grecque, Paris, Librairie Hachette et Cie, 1882 (lire en ligne)

### Traductions
- Platon, Phédon ou l'immortalité de l'âme : Texte grec revu sur les meilleures éditions, et annoté en français, à l'usage des classes, Charles Delagrave libraire, coll. « Éditions nouvelles des classiques grecs », 1880, 120 p.

### Articles
- « Observations critiques sur la Rhétorique d'Aristote », Revue archéologique,‎ 1861, p. 56-65, 291-308 (lire en ligne), 1862, p. 40-61
- « Observations philologiques sur la Poétique d'Aristote », Revue archéologique,‎ 1863, p. 281-296 (lire en ligne)
- « De la logique de Pierre d'Espagne », Comptes rendus des séances de l'Académie des Inscriptions et Belles-Lettres, t. 8,‎ 1864, p. 217-228 (lire en ligne)
- « Observations critiques sur le traité d'Aristote De partibus animalium », Revue archéologique,‎ 1867, p. 196-209, 233-242, 305-313 (lire en ligne), 1868, p. 72-88
- « Recherches historiques sur le principe d'Archimède », Revue archéologique,‎ 1868, p. 389-406 (lire en ligne), janvier, février, avril, mai 1869, p. 42-49, 111-123, 284-299, 345-360, juillet 1869, p. 14-33
- « Observations critiques sur les Meteorologica d'Aristote », Revue archéologique,‎ 1869, p. 415-420 (lire en ligne), 1870, p. 87-93, 249-255, 339-346, 306-407,
- « Études critiques sur les historiens de la première croisade I-Gesta Francorum  et aliorum Hierosolymitanorum », Revue historique, t. 1,‎ 1876, p. 67-77 (lire en ligne)
- « Études critiques sur les historiens de la première croisade II-Baudri de Bourgueil », Revue historique, t. 1,‎ 1876, p. 372-386 (lire en ligne)
- « Études critiques sur les historiens de la première croisade Guibert de Nogent », Revue historique, t. 2,‎ 1876, p. 104-111 (lire en ligne)